# Kakadu Highway
Kakadu Highway (oznaczana jako droga stanowa nr 21) – droga w Australii, na obszarze Terytorium Północnego. Droga łączy miejscowość Pine Creek, przy skrzyżowaniu z drogą krajową Stuart Highway i Jabiru w parku narodowym Kakadu.